# Chelidonichthys gabonensis
Chelidonichthys gabonensis, jerdna od vrsta morskih riba iz porodice štitoglavki ili kokota. Ova vrsta živi obalnom području zelenortskih otoka i Gvinejskom zaljevu u istočnom atlantiku i u zapadnom atlantiku uz južnoamerički kontinentski šelf, pličacima do 200 metara dubine.
C. gabonensis naraste maksimalno 32 cm, a uobičajena dužina joj je 20 cm. U Gvinejskom zaljevu od komercijalnog je značaja.
Prvi puta opisana je 1955. pod imenom Trigla gabonensis Poll & Roux, 1955. Mlađi sinonim joj je Chelidonichthys senegalensis Puyo, 1957.